# Pattanagere
Pattanagere è una città dell'India di 95.769 abitanti, situata nel distretto di Bangalore Urbana, nello stato federato del Karnataka. In base al numero di abitanti la città rientra nella classe II (da 50.000 a 99.999 persone).

## Geografia fisica
La città è situata a 13° 30' 11 N e 75° 59' 41 E.

## Società

### Evoluzione demografica
Al censimento del 2001 la popolazione di Pattanagere assommava a 95.769 persone, delle quali 51.008 maschi e 44.761 femmine. I bambini di età inferiore o uguale ai sei anni assommavano a 11.759, dei quali 6.060 maschi e 5.699 femmine. Infine, coloro che erano in grado di saper almeno leggere e scrivere erano 66.005, dei quali 37.916 maschi e 28.089 femmine.